# (10560) Michinari
(10560) Michinari est un astéroïde de la ceinture principale.

## Description
(10560) Michinari est un astéroïde de la ceinture principale. Il fut découvert le 8 octobre 1993 à Kitami par Kin Endate et Kazuro Watanabe. Il présente une orbite caractérisée par un demi-grand axe de 2,35 UA, une excentricité de 0,13 et une inclinaison de 3,6° par rapport à l'écliptique.

## Compléments